# Fingerhuthia
Fingerhuthia es un género de plantas herbáceas perteneciente a la familia de las poáceas. Es originario del sur de África, Afganistán y Arabia.

## Citología
El número cromosómico básico del género es x = 10, con números cromosómicos somáticos de 2n = 20 y 40, ya que hay especies diploides y una serie poliploide.

## Especies
- Fingerhuthia afghanica Boiss.
- Fingerhuthia africana Nees ex Lehm.
- Fingerhuthia sesleriiformis Nees